# Kusakowate Argentyny
Kusakowate Argentyny – ogół taksonów chrząszczy z rodziny kusakowatych (Staphylinidae), których występowanie stwierdzono na terenie Argentyny.
lista nie jest kompletna

## Glypholomatinae
W Argentynie stwierdzono 2 gatunki:
- Glypholoma pecki
- Glypholoma pustuliferum

## Kozubki(Oxytelinae)
W Argentynie stwierdzono 102 gatunki, w tym:

- Anotylus barbiellinii
- Anotylus bruchi
- Anotylus complanatus
- Anotylus ebonus
- Anotylus inaequalis
- Anotylus insignitus
- Anotylus lucidus
- Anotylus murecarius
- Anotylus opacinus
- Anotylus sulcicollis
- Apocellus argentinus
- Apocellus mendozanus
- Apocellus obscurus
- Apocellus ogloblini
- Apocellus opacus
- Apocellus parvipennis
- Apocellus planus
- Bledius norquincoensis
- Bledius acuticollis
- Bledius albidus
- Bledius albipennis
- Bledius argentinus
- Bledius bolsonensis
- Bledius bonariensis
- Bledius bruchi
- Bledius chilensis
- Bledius curtipennis
- Bledius externus
- Bledius gomezi
- Bledius lateralis
- Bledius lividipes
- Bledius miles
- Bledius minutissimus
- Bledius norquincoensis
- Bledius pallidipennis
- Bledius parcissimus
- Bledius testaceipennis
- Bledius weiseri
- Coprophilus weiseri
- Carpelimus acuticollis
- Carpelimus aluticollis
- Carpelimus antennarius
- Carpelimus argentinus
- Carpelimus atramentarius
- Carpelimus bilineatus
- Carpelimus bolsonensis
- Carpelimus bonariensis
- Carpelimus bovinus
- Carpelimus bruchi
- Carpelimus bruchianus
- Carpelimus brunnipennis
- Carpelimus cameroni
- Carpelimus catamarcanus
- Carpelimus curtus
- Carpelimus denticollis
- Carpelimus fulvipes
- Carpelimus globulicollis
- Carpelimus luteipes
- Carpelimus iniquipennis
- Carpelimus magniceps
- Carpelimus magnipennis
- Carpelimus microcephalus
- Carpelimus monachus
- Carpelimus mundus
- Carpelimus nigronitidus
- Carpelimus nitidicollis
- Carpelimus ogloblini
- Carpelimus parcipennis
- Carpelimus quadripennis
- Carpelimus republicanus
- Carpelimus richteri
- Carpelimus signatoides
- Carpelimus smithi
- Carpelimus sodalis
- Carpelimus tenuipunctus
- Carpelimus topali
- Carpelimus vianai
- Homalotrichus impressicollis
- Homalotrichus parvipennis
- Homalotrichus striatus
- Homalotrichus substriatus
- Oxytelus sculptus
- Platystethus fallax
- Platystethus pallidipes
- Platystethus spiculus
- Thinobius breyeri
- Thinobius iridipennis
- Thinobius longicollis
- Thinobius pulchripennis
- Thinobius richteri
- Thinobius seminiger
- Thinobius topali
- Thinodromus acuticollis
- Thinodromus cameroni
- Thinodromus guttifer
- Thinodromus luteipes

## Kusaki(Staphylininae)
W Argentynie stwierdzono 205 gatunków, w tym:

### Diochini
- Antarctothius antarcticus
- Diochus formicetorum
- Diochus nanus

### Platyprosopini
- Platyprosopus bruchi
- Platyprosopus bucephalus
- Platyprosopus kraatzi
- Platyprosopus rectus

### Staphylinini
- Acylophorus bruchi
- Acylophorus hubrichi
- Acylophorus iridiventris
- Acylophorus richteri
- Amblyopinus fuegensis
- Amblyopinus gahani
- Amblyopinus jelskii
- Belonuchus argentinus
- Belonuchus boxi
- Belonuchus bruchi
- Belonuchus bruchianus
- Belonuchus cognatus
- Belonuchus decipiens
- Belonuchus duplicatus
- Belonuchus flavocaudatus
- Belonuchus haemorrhoidalis
- Belonuchus meridionalis
- Belonuchus mexicanus
- Belonuchus mordens
- Belonuchus paradoxipunctatus
- Belonuchus richteri
- Belonuchus rufipennis
- Belonuchus tremolerasi
- Belonuchus tucumanensis
- Bisnius sordidus
- Cheilocolpus flavus
- Cheilocolpus fulvus
- Cheilocolpus impressifrons
- Cheilocolpus parvipennis
- Cheilocolpus topali
- Cheilocolpus vicunianus
- gnojek naśmietny (Creophilus maxillosus)
- Creophilus variegatus
- Edrabius argentinus
- Edrabius grandis
- Edrabius philippianus
- Endeius nitidipennis
- Endeius punctipennis
- Erichsonius flavomaculatus
- Erichsonius fortis
- Erichsonius fraternus
- Erichsonius gratus
- Erichsonius parcepunctatus
- Erichsonius richteri
- Erichsonius scutellaris
- Erichsonius semirufus
- Gabrius nigritulus
- Haematodes bicolor
- Hesperus bruchi
- Hesperus ferrugineus
- Heterothops bonariensis
- Heterothops fallax
- Heterothops formicetorum
- Heterothops laxus
- Heterothops quadriceps
- Heterothops subterranea
- Heterothops thaxteri
- Loncovilius aeneipennis
- Loncovilius lividipennis
- Neobisnius sanguinipennis
- Ontholestes brasiliana
- Philonthus aeruginosus
- Philonthus aluticollis
- Philonthus angusticeps
- Philonthus argentinus
- Philonthus bonariensis
- Philonthus brunneus
- Philonthus catamarcanus
- Philonthellus chilenus
- Philonthus convexicollis
- Philonthus cribriventris
- Philonthus feralis
- Philonthus figulus
- Philonthus flavicoxis
- Philonthus flavolimbatus
- Philonthus hepaticus
- Philonthus hornaditanus
- Philonthus hosmanni
- Philonthus jenseni
- Philonthus jujuyensis
- Philonthus laynesi
- Philonthus longicornis
- Philonthus lynchi
- Philonthus nidicola
- Philonthus nitidipennis
- Philonthus pallipes
- nawozak krępy (Philonthus politus)
- Philonthus quadraticeps
- Philonthus rectangulus
- Philonthus rubromaculatus
- Philonthus ruficauda
- Philonthus sordidus
- Philonthus stenocephalus
- Philonthus tenebrosus
- Philonthus tucumanensis
- Philonthus varians
- Philonthus weiseri
- Philonthus weiserianus
- Quedius mesomelinus
- Quedius bruchi
- Quedius flavicaudus
- Quedius ogloblini
- Quedius philonthoides
- Quedius piciformis
- Rolla wittei
- Scariphaeus bruchi
- Scariphaeus luridipennis
- Staphylinus antiquus
- Staphylinus bruchi
- Staphylinus buqueti
- Staphylinus chrysotrichopterus
- Staphylinus nigrescens
- Staphylinus nobilis
- Xanthopygus chrysurus
- Xanthopygus cyanipennis
- Xanthopygus herilis
- Xanthopygus iopterus
- Xanthopygus oliveirae

### Wydłużaki(Xantholinini)
- Gyrohypnus fracticornis
- Lepidophallus dahli
- Leptacinus ferrugineus
- Lithocharodes fuscipennis
- Neohypnus andinus
- Othius antarcticus
- Xantholinus altivagans
- Xantholinus andinus
- Xantholinus attarum
- Xantholinus attenuatus
- Xantholinus aulicus
- Xantholinus barretoi
- Xantholinus bonariensis
- Xantholinus bruchi
- Xantholinus castanopterus
- Xantholinus inseriatus
- Xantholinus lubricus
- Xantholinus mendozanus
- Xantholinus punctulatus
- Xantholinus richteri
- Xantholinus subtilis

## Łodzikowate(Scaphidiinae)
W Argentynie stwierdzono 9 gatunków:
- Baeocera argentina
- Baeocera bicolor
- Baeocera bruchi
- Baeocera nonguensis
- Scaphidium pantherinum
- Scaphisoma bonariensis
- Scaphisoma bruchi
- Scaphisoma piceicollis
- Toxidium donckieri

## Marnikowate(Pselaphinae)
W Argentynie stwierdzono 74 gatunki, w tym:

- Achilia antennalis
- Achilia crassicornis
- Achilia grandiceps
- Arhytodes bruchi
- Arhytodes myrmecophila
- Arthmius bifurcatus
- Arthmius bruchi
- Arthmius bythinoceros
- Arthmius delicatus
- Arthmius hiatusus
- Arthmius richteri
- Arthmius singularis
- Attapsenius chernosvitovi
- Bythinoplectus formicetorum
- Caligrua thoracica
- Ctenisus angustatus
- Ctenisus fasciculatus
- Ctenisus gracilis
- Dalminiastes delamarei
- Decarthron binodosum
- Decarthron bruchi
- Decarthron hirsutum
- Decarthron rubripenne
- Decarthron simplex
- Eurhexius putzeyssi
- Eurhexius rubripennis
- Fustiger elegans
- Fustiger oglobini
- Golasa delamarei
- Hamotus argentinus
- Hamotus gracilipes
- Hamotus punctulatus
- Jubus decipiens
- Lethenomus brevipilis
- Lioplectus bicolor
- Lioplectus capitatus
- Lioplectus lenticornis
- Lioplectus longulus
- Lioplectus myrmecophilus
- Lioplectus nitidus
- Lioplectus simplex
- Melba longicollis
- Metopiellus silvaticus
- Metopiosoma barretoi
- Metopioxys gallardoi
- Neofustiger cochlearis
- Neotyrus vestitus
- Oxarthrius attaphilus
- Pselaphellus bicolor
- Pselaphellus convexus
- Pselaphellus pallipes
- Pselaphellus vestitus
- Pselaphomorphus bruchi
- Pselaphomorphus elongatus
- Pselaphomorphus rugicollis
- Paractium delamarei
- Paractium nigrum
- Pselaptus politissimus
- Pselaptus tuberculifer
- Pteracmes delamarei
- Raxybis frontalis
- Raxybis nodosa
- Reichenbachia argentina
- Reichenbachia festina
- Reichenbachia griseopubescens
- Reichenbachia lutea
- Rhinoscepsis richteri
- Tiomomus rostratus
- Tyropsis andicola
- Tyropsis delamarei

## Megalopsidiinae
W Argentynie stwierdzono 8 gatunków, w tym:
- Megalopinus sanguinitriguttatus

## Microsilphinae
W Argentynie stwierdzono 3 gatunki:
- Microsilpha argentina
- Microsilpha ocelligera
- Microsilpha topali

## Myśliczki(Steninae)
W Argentynie stwierdzono 26 gatunków, w tym:
- Stenus aenescens
- Stenus argentinus
- Stenus bonariensis
- Stenus bruchi
- Stenus callipennis
- Stenus captus'
- Stenus convexus
- Stenus crassipes
- Stenus denieri
- Stenus frustratus
- Stenus holmbergi
- Stenus junceus
- Stenus leptocerus
- Stenus metallescens
- Stenus ogloblini
- Stenus pampanus
- Stenus parcepunctatus
- Stenus parviceps
- Stenus semimarginatus
- Stenus transitus
- Stenus weiseri
- Stenus anthrax
- Stenus speculifrons

## Narożki(Habrocerinae)
W Argentynie stwierdzono 2 gatunki:
- Nomimocerus marginicollis
- Nomimocerus parvispinosus

## Neophoninae
W Argentynie stwierdzono 1 gatunek:
- Neophonus bruchi

## Piesty(Piestinae)
W Argentynie stwierdzono 6 gatunków, w tym:
- Piestus bicornis
- Piestus buqueti
- Piestus interruptus
- Piestus minutus
- Piestus pygmaeus

## Płaskusaczki(Pseudopsinae)
W Argentynie stwierdzono 1 gatunek
- Pseudopsis adustipennis

## Protki(Proteininae)
W Argentynie stwierdzono 2 gatunki, w tym:
- Alloproteinus nigriceps

## Rydzenice(Aleocharinae)
W Argentynie stwierdzono:

### Aleocharini
- Aleochara aliipennis
- Aleochara argentina
- Aleochara asiatica
- Aleochara bimaculata
- Aleochara bruchi
- Aleochara bruchiana
- Aleochara fuscipes
- Aleochara glabra
- Aleochara humilis
- Aleochara lacustris
- Aleochara lateralis
- Aleochara notula
- Aleochara puberula
- Aleochara richteri
- Aleochara signaticollis
- Aleochara verberans
- Aleochara weiseri
- Aleochara wittei
- Tinotus cavicollis
- Tinotus densissimus

### Athetini
- Acrotona hoyoana
- Acrotona parcior
- Acticola falklandica
- Aloconota sulcifrons
- Amischa acromyrmicis
- Amischa argentinica
- Amischa cordobensis
- Amischa myrmecovagans
- Amischa patagonica
- Amischa pumilio
- Amischa republicana
- Amischa sanctae-feae
- Amischa sulcithorax
- Atheta acromyrmicis
- Atheta andina
- Atheta argentina
- Atheta argentinica
- Atheta bonariensis
- Atheta boxiana
- Atheta bruchi
- Atheta bruchiana
- Atheta caliginosa
- Atheta carhuensis
- Atheta catamarcae
- Atheta catamarcana
- Atheta conformis
- Atheta cordillerana
- Atheta coriara
- Atheta cornuta
- Atheta daccordii
- Atheta decolorata
- Atheta graciliparva
- Atheta grandiceps
- Atheta hiekei
- Atheta homonymus
- Atheta inquinula
- Atheta jujuyensis
- Atheta loretoensis
- Atheta lurida
- Atheta lynchi
- Atheta missionesis
- Atheta missionum
- Atheta myrmecophila
- Atheta myrmecovagans
- Atheta obscuripennis
- Atheta palliditarsis
- Atheta parcior
- Atheta parva
- Atheta parvula
- Atheta pervilis
- Atheta pinguicornis
- Atheta platensis
- Atheta polyporina
- Atheta pseudogagatina
- Atheta pseudogemina
- Atheta rambouseki
- Atheta repetitus
- Atheta republicana
- Atheta serotinus
- Atheta sordida
- Atheta sulculithorax
- Atheta thaxteri
- Atheta transversicollis
- Atheta tristicollis
- Atheta tucumanensis
- Atheta weiseri
- Atheta weiseriana
- Dalotia coriaria
- Lamprostibia schwabei
- Leptoglossula biimpressa
- Leptoglossula laeviventris
- Nehemitropia lividipennis
- Notothecta attae
- Notothecta neotropica
- Phithygra tristicollis
- Pycnota aleocharaesimilis
- Thamiaraea bruchi
- Thamiaraea solenopsidis

### Autaliini
- Ophioglossa araucana
- Ophioglossa bruchi
- Ophioglossa bruchiana
- Ophioglossa cava
- Ophioglossa glabricollis
- Ophioglossa weiseri
- Rhopalogastrum claviventre

### Corotocini
- Termitozophilus laetus
- Timeparthenus oglobini

### Crematoxenini
- Philacamatus bosqi

### Diestotini
- Diestota brasiliana
- Diestota dispersepunctata
- Diestota loretoensis
- Diestota luederwaldti
- Diestota nova
- Diestota obsoleta
- Diestota patagonica
- Diestota subnitida
- Diestota tucumanensis

### Ecitogastrini
- Ecitosymbia rufa

### Falagriini
- Drepanopora andicola
- Drepanopora bruchi
- Drepanopora elegans
- Drepanopora weiseri
- Falagria cocinna
- Falagria curtipennis
- Falagria discreta
- Falagria divisa
- Falagria ogloblini

### Homalotini
- Bolitochara bonariensis
- Gyrophaena argentina
- Gyrophaena bosqi
- Gyrophaena boxi
- Gyrophaena densula
- Gyrophaena globulosa
- Homalota intrusa
- Homalota pallens
- Homalota republicana
- Homalota richteri
- Leptusa atriceps
- Leptusa dubia
- Leptusa muscicola
- Leptusa parallela
- Leptusa weiseri
- Phymatura dubiosa
- Plesiomalota chubutensis
- Plesiomalota fasciatipennis
- Thecturota schuberti

### Hoplandriini
- Hoplandria ogloblini

### Hygronomini
- Caloderella quemquemtreuensis
- Caloderella argentina
- Caloderella fraterna

### Hypocyphtini
- Holobus pigmaeus
- Oligota bruchi
- Oligota parva
- Oligota pumilio
- Oligota pusillima

### Lomechusini
- Dinusella brasiliana
- Dinusella convexicollis
- Dinusella solenopsides
- Dromacamatus caviceps
- Drusilla cordobensis
- Drusilla extraneus
- Drusilla granulatus
- Gallardoia argentina
- Meronera sharpi
- Pseudodinusa richteri
- Tetralophodes bruchi
- Zyras argentinus
- Zyras basalis
- Zyras daguerrei
- Zyras eurythorax

### Mesoporini
- Anacyptus goeldii

### Myllaenini
- Myllaena lynchi
- Myllaena parvicollis

### Oxypodini
- Amarochara bruchi
- Amarochara rambouseki
- Andinostiba eleganticornis
- Apimela argentina
- Apimela paradoxa
- Blepharhymenus chilensis
- Blepharhymenus euchromus
- Calodera bisulcata
- Calodera bruchi
- Calodera dilatata
- Calodera nigerrima
- Calodera nitida
- Calodera nitidula
- Calodera sparsior
- Dasymera herbsti
- Dasymera lateralis
- Euthorax bimaculata
- Euthorax gestroi
- Euthorax ruficornis
- Euthorax solenopsidis
- Gastrorhopalus bruchianus
- Gastrorhopalus elegans
- Gastrorhopalus niger
- Gastrorhopalus rufus
- Gastrorhopalus weiseri
- Gnypeta antennata
- Gnypeta argentina
- Gnypeta chubutana
- Gnypeta fissicollis
- Gyronycha catamarcana
- Neocalodera arcuata
- Nordenskjoldella flavitarsis
- Ocalea bruchi
- Ocalea chilensis
- Ocalea funebris
- Ocalea intermedia
- Ocalea sahlbergi
- Ocyusa opacula
- Oxypoda andigena
- Oxypoda bonariensis
- Oxypoda minuta
- Oxypoda monacha
- Oxypoda melanocephala
- Oxypoda patagonica
- Oxypoda puberula
- Oxypoda schuberti
- Oxypoda trapeziceps
- Parahydrosmecta quemquemtreuana
- Polylobinus argentinus
- Polylobus arrowi
- Polylobus bicolor
- Polylobus contracticornis
- Polylobus curticollis
- Polylobus fortepunctatus
- Polylobus parvu
- Polylobus patagonicus
- Polylobus transversidorsum
- Polylobus turgidicornis
- Polylobus uhligi
- Spanioda bergi
- Spanioda pectoralis
- Sphaenidatoma elegantula
- Tachyusa gynpetiformis
- Tachyusa gratiosa
- Tachyusa meridionalis
- Tricolpochila argentinus
- Tricolpochila topali
- Tricolpochila topaliana
- Tricolpochila variisimilis

### Philotermitini
- Pseudophilotermes bruchi

### Placusini
- Euvira testacea
- Placusa bruchi
- Placusa argentina

### Termitonannini
- Termitonannus silvestrii
- Termitonannus domunculi

### Trichopseniini
- Termitopsenius limulus

## Scydmaeninae
W Argentynie stwierdzono:
- Euconnus argentinus
- Euconnus campestris
- Euconnus latitarsus
- Scydmaenus flaveolus

## Skorogonki(Tachyporinae)
W Argentynie stwierdzono 31 gatunków, w tym:
- Bryoporus pulchellus
- Bryoporus seriatus
- Bryoporus validepunctatus
- Conosomus hubrichi
- Conosomus maculipennis
- Coproporus alutipennis
- Coproporus bruchianus
- Coproporus hepaticus
- Coproporus pallidus
- Coproporus politulus
- Coproporus pulchellus
- Coproporus punctatellus
- Coproporus rutilus
- Coproporus scutellatus
- Coproporus substrigellus
- Coproporus subsulcatus
- Coproporus platensis
- Lordithon divisus
- Lordithon patagonicus
- Sepedophilus maculipennis
- Sepedophilus solieri
- Tachinus politus

## Solieriinae
W Argentynie stwierdzono 1 gatunek:
- Solierius obscurus

## Świeżacinki(Omaliinae)
W Argentynie stwierdzono 9 gatunków:
- Crymus antarcticus
- Ischnoderus bruchi
- Metacorneolabium exuberatum
- Omaliopsis russata
- Omalium specullipenne
- Phyllodrepa bonariensis
- Phyllodrepa bolsonensis
- Phyllodrepa puberula
- Stenomalium helmsi

## Walgierze(Osoriinae)
W Argentynie stwierdzono 45 gatunków, w tym:

- Eleusis humilis
- Eleusis nigerrima
- Glyptoma denieri
- Holotrochus acromyrmicis
- Holotrochus bosqi
- Leptochirus gastralis
- Leptochirus maxillosus
- Leptochirus scoriacerus
- Leptochirus tenuicornis
- Lispinodes americana
- Lispinus argentinus
- Lispinus brevicollis
- Lispinus bruchi
- Lispinus linearis
- Lispinus lucens
- Lispinus spegazzinii
- Lispinus strictus
- Lispinus striola
- Osorius acupunctus
- Osorius argentinus
- Osorius ater
- Osorius frater
- Osorius lynchi
- Osorius neotropicus
- Osorius ogloblini
- Osorius opacifrons
- Osorius piceus
- Osorius sexpunctatus
- Pseudolispinodes tenella
- Rhopalopherus gestroi
- Rhopalopherus magnipennis
- Thoracophorus argentinus
- Thoracophorus bruchi

## Żarlinki(Paederinae)
W Argentynie stwierdzono 177 gatunków, w tym:

### Paederini
- Acalophaena argentina
- Acalophaena basalis
- Acalophaena bruchi
- Acalophaena bruchiana
- Acalophaena daguerrei
- Acalophaena laevipennis
- Acalophaena longipennis
- Acalophaena picta
- Acalophaena polita
- Astenus paranensis
- Astenus rufulus
- Astenus signatus
- Astenus spectabilis
- Astenus vianai
- Biocrypta hastiventris
- Dibelonetes hubrichi
- Echiaster argentinus
- Echiaster bernhaueri
- Echiaster bonariensis
- Echiaster bruchi
- Echiaster crocodilus
- Echiaster curtipennis
- Echiaster depressus
- Echiaster diversiceps
- Echiaster melanurus
- Echiaster rambouseki
- Echiaster rugosulus
- Echiaster tucumanensis
- Ecitomedon bruchi
- Ecitonides tuberculosa
- Ecitonides verrucosa
- Homoeotarsus argentinus
- Homoeotarsus collaris
- Lathrobium alutiventre
- Lathrobium argentinicum
- Lathrobium bonariense
- Lathrobium bruchi
- Lathrobium chilense
- Lathrobium dimidiatum
- Lathrobium jenseni
- Lathrobium myrmecophilum
- Lathrobium neobisniforme
- Lathrobium opalescens
- Lathrobium weiseri
- Leiporaphes attarum
- Lithocharis atricapilla
- Lithocharis debilis
- Lithocharis fumata
- Lithocharis infuscata
- Lithocharis myrmecophila
- Lithocharis ochracea
- Lobrathium nitidum
- Medon grandiceps
- Medon jenseni
- Medon orbicolle
- Medon patagonicu
- Mimophites praedatoria
- Monista abnormalis
- Monista bruchi
- Monista bruchiana
- Monista ferruginea
- Monista vianai
- Myrmecomedon bruchi
- Myrmecosaurus ferrugineus
- Myrmecosaurus gallardoi
- Myrmecosaurus laticeps
- Myrmecosaurus vagans
- Ochthephilum agile
- Ochthephilum atratum
- Ochthephilum basale
- Ochthephilum bonariense
- Ochthephilum bruchi
- Ochthephilum centrale
- Ochthephilum confusum
- Ochthephilum corumbanum
- Ochthephilum discipenne
- Ochthephilum disjunctum
- Ochthephilum dubiosum
- Ochthephilum dubium
- Ochthephilum excellens
- Ochthephilum gomezi
- Ochthephilum höbarthi
- Ochthephilum iheringi
- Ochthephilum iridescens
- Ochthephilum loretoense
- Ochthephilum lynchi
- Ochthephilum minimum
- Ochthephilum novum
- Ochthephilum opalescens
- Ochthephilum paranense
- Ochthephilum patagonicum
- Ochthephilum priceps
- Ochthephilum prolixum
- Ochthephilum richteri
- Ochthephilum rubricolle
- Ochthephilum rufescens
- Ochthephilum rufipes
- Ochthephilum rufobrunneum
- Ochthephilum spiniventre
- Ochthephilum tucumanense
- Ophites fauveli
- Paederus argentinus
- Paederus bonariensis
- Paederus brasiliensis
- Paederus bruchi
- Paederus ferus
- Paederus mandibularis
- Paederus pauloensis
- Paederus vianai
- Pseudastenus barretoi
- Pseudocryptobium bruchi
- Pseudolathra chilense
- Rugilus anthracinus
- Rugilus bonariensis
- Rugilus chilensis
- Rugilus densipennis
- Rugilus elegans
- Rugilus longiceps
- Rugilus transversiceps
- Santiagonius gomezi
- Scopaeus angustatus
- Scopaeus diversiceps
- Scopaeus frater
- Scopaeus laevis
- Scopaeus lugubris
- Scopaeus punctithorax
- Scopaeus tigreanus
- Scopaeus tucumanensis
- Stamnoderus denieri
- Stereocephalus dilaticeps
- Stereocephalus seriatipennis
- Stilomedon depressiusculum
- Suniocharis boxi
- Suniocharis orbicollis
- Sunius debilicornis
- Thinocharis castanoptera
- Thinocharis cognata
- Thinocharis cordobensis
- Thinocharis exilis
- Thinocharis recticeps
- Thinocharis weiseri

### Pinophilini
- Araeocerus cribratus
- Araeocerus niger
- Lathropinus argentinum
- Lathropinus brasiliensis
- Lathropinus fulvipes
- Lathropinus major
- Lathropinus ogloblini
- Lathropinus subtilis
- Oedodactylus fuscobrunneus
- Palaminus bonariensis
- Palaminus brevipennis
- Palaminus bruchi
- Palaminus magniceps
- Palaminus nigrosuturalis
- Palaminus ogloblini
- Palaminus tucumanensis
- Pinophilus bergi
- Pinophilus bruchi
- Pinophilus bruchianus
- Pinophilus denticeps
- Pinophilus fraternus
- Pinophilus geniculatus
- Pinophilus obscurus
- Pinophilus sivorii
- Pinophilus suffusus